# Paul Nethe

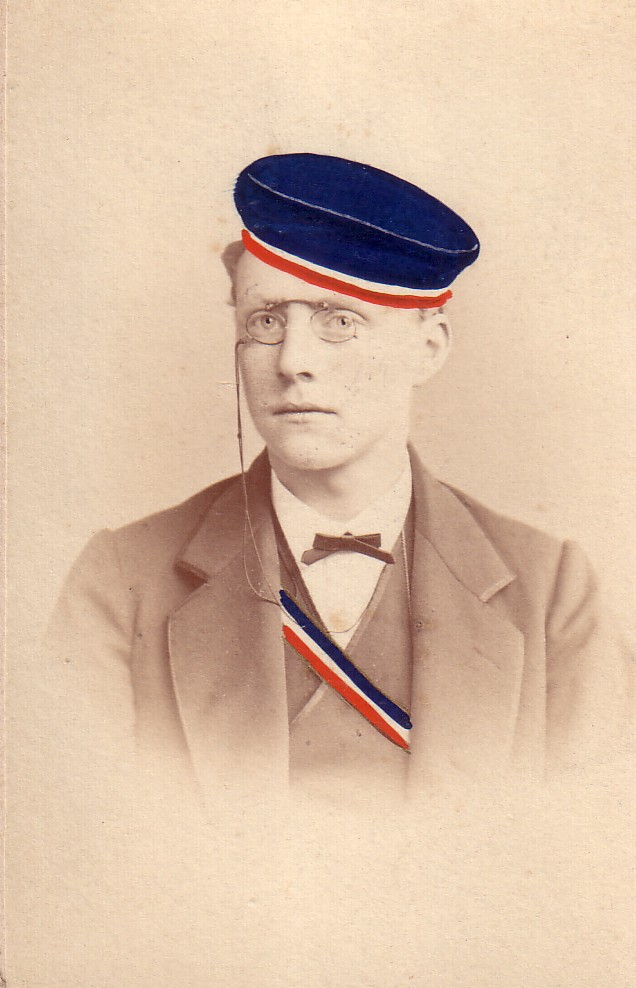
Paul Nethe als Heidelberger Rhenane

Paul Martin Wilhelm Nethe (* 11. November 1849 in Burg (bei Magdeburg); † 20. Juli 1926 in Wernigerode) war ein preußischer General der Infanterie.

## Leben
Nethes Vater August Wilhelm Nethe (1812–1901) war von 1845 bis 1881 Oberbürgermeister von Burg. Paul Nethe studierte ab dem Wintersemester 1868/69 Rechtswissenschaften in Heidelberg (Mitglied des Corps Rhenania), leistete noch vor Abschluss seiner Studien seinen Dienst als Einjährig-Freiwilliger beim Infanterie-Regiment Nr. 56 in Göttingen ab.
Im gleichen Regiment nahm er 1870/71 während des Krieges gegen Frankreich u. a. an den Kämpfen bei Metz, Beaune-la-Rolande, Vendôme und La Maas teil. Nach Friedensschluss blieb er aktiver Offizier, wurde Premierleutnant im Großen Generalstab und während seiner Dienstzeit mehrfach für Reisen nach Russland verwendet. Vom 18. Oktober 1900 bis zum 6. Juli 1901 war Nethe Kommandeur des Infanterie-Regiments Nr. 174 in Metz. Anschließend beauftragte man ihn mit der Führung der 58. Infanterie-Brigade in Mülhausen und ernannte ihn am 14. November 1901 bei gleichzeitiger Beförderung zum Generalmajor zum Kommandeur dieser Brigade. Am 24. April 1904 wurde Nethe unter Verleihung des Charakters als Generalleutnant mit der gesetzlichen Pension zur Disposition gestellt.
Nach seiner Verabschiedung zog Nethe nach Berlin. Im Ersten Weltkrieg wurde er reaktiviert und zunächst dem Großen Hauptquartier in Charleville-Mézières zugeteilt. Von dort kam er zur Etappeninspektion in Oppeln. Zuletzt war er Führer der 18. Landwehr-Division. Bei seinem endgültigen Ausscheiden erhielt er den Charakter als General der Infanterie.

## Auszeichnungen
Nethe wurde u. a. mit dem Kommandeurskreuz I. Klasse des Ordens vom Zähringer Löwen und mit dem Waldeckischen Verdienstorden II. Klasse (1900) ausgezeichnet.